# Städte- und Gemeindetag Mecklenburg-Vorpommern
Der Städte- und Gemeindetag Mecklenburg-Vorpommern (StGT MV) ist der kommunale Spitzenverband der Städte und Gemeinden im Land Mecklenburg-Vorpommern. Der Verband mit Sitz in Schwerin wurde 1991 gegründet.

## Aufgaben
Der Verband vertritt die Idee der kommunalen Selbstverwaltung gegenüber dem Landtag Mecklenburg-Vorpommern, der Landesregierung, Institutionen und anderen Verbänden. Der Städte- und Gemeindetag nimmt für die Städte und Gemeinden Stellung zu allen Gesetzgebungsverfahren im Bundesland Mecklenburg-Vorpommern. Zudem fördert er das Verständnis für die kommunalen Fragen in der Öffentlichkeit. Er berät und betreut seine Mitglieder auf allen Gebieten des öffentlichen Lebens, insbesondere der öffentlichen Verwaltung und informiert seine Mitglieder über alle kommunalrelevanten Angelegenheiten, insbesondere durch seine Verbandszeitschrift „Der Überblick“.
Der StGT MV handelt überparteilich und verfolgt ausschließlich gemeinnützige Ziele.

## Mitglieder

### Zusammensetzung
Dem Verband gehören derzeit 704 der 757 Städte und Gemeinden in Mecklenburg-Vorpommern an. Hinzu kommen 11 außerordentliche Mitglieder, darunter sechs Zweckverbände sowie drei kommunale Anteilseignerverbände. Laut Verbandssatzung können dem StGT alle Städte und Gemeinden des Landes Mecklenburg-Vorpommern sowie Verbände, in denen Städte und Gemeinden bestimmenden Einfluss haben, angehören.

### Rechte und Pflichten der Mitglieder
Die Mitgliedsstädte und Mitgliedsgemeinden haben das Recht, die Einrichtungen des StGT M-V in Anspruch zu nehmen sowie zu den Mitgliederversammlungen Vertreter und Gäste zu entsenden. Sie wirken an der Willensbildung des Verbandes mit. Die Rechte der außerordentlichen Mitglieder beurteilen sich nach den zwischen ihnen und dem Vorstand getroffenen Vereinbarungen. Die Mitglieder sind verpflichtet, an der Erfüllung der Aufgaben des StGT M-V mitzuwirken, Beiträge zu leisten, den Beschlüssen seiner Organe nachzukommen und seine Einrichtungen zu unterstützen.

## Gremien und Aufgabenverteilung

### Die Mitgliederversammlung
Die Mitgliederversammlung ist das wichtigste Gremium des Verbandes, das ca. alle zwei Jahre tagt.
Sie besteht aus rund 400 Delegierten und wählt den Vorstand.

### Der Vorstand
Der Vorstand setzt sich aus dem Vorsitzenden, zwei Stellvertretern, zwölf weiteren Mitgliedern und dem Geschäftsführer zusammen.
Er tagt sechs- bis achtmal im Jahr und entscheidet über Stellungnahmen und wichtige Schwerpunkte der Verbandspolitik.
Derzeitiger Vorsitzender ist der Bürgermeister der Hansestadt Wismar Thomas Beyer. Seine beiden Stellvertreter sind Jörg Siekmeier (stellvertretender Bürgermeister der Gemeinde Deyelsdorf) und Alexander Benkert (Bürgermeister der Gemeinde Süderholz). Geschäftsführer ist Andreas Wellmann.

### Die Kreisverbände
Die Verbandsmitglieder bilden in jedem Landkreis einen Kreisverband. Diesem obliegt insbesondere die Vertretung der Belange der Mitglieder auf Kreisebene.
Die Kreisverbände unterstützen den Städte- und Gemeindetag Mecklenburg-Vorpommern in der Erfüllung seiner Aufgaben. Städte und Gemeinden eines Landkreises wählen aus ihrer Mitte den Kreisvorsitzenden und einen oder mehrere Stellvertreter.

### Der Landesausschuss
Der Landesausschuss tagt zweimal jährlich. Er besteht aus dem Vorstand und je zwei Vertretern der Kreisverbände und kreisfreien Städte. Der Landesausschuss beschließt den Haushalt des Verbandes.

### Die Fachausschüsse
Der Landesausschuss hat fünf Fachausschüsse gebildet, die sich mit inhaltlich zusammenhängenden Themen befassen. Sie dienen der Vorbereitung für die Beschlussfassung des Vorstandes. Jeder Kreisverband und jede kreisfreie Stadt ist mit einem Mitglied im Fachausschuss vertreten.
Die Ausschüsse beschäftigen sich mit:
- Kultur, Schule, Sport, Jugend, Soziales und Gesundheit
- Stadt- und Gemeindeentwicklung, Bau, Straßen und Verkehr
- Wirtschafts- und Strukturförderung, öffentliche Einrichtungen, Energie und Umwelt
- Finanzen und Personal
- Recht und Verfassung

Zusätzlich gibt es derzeit 21 Arbeitsgemeinschaften.

## Der Überblick
Die Verbandszeitschrift „Der Überblick“ erscheint monatlich und informiert über alle kommunalpolitisch relevanten Ereignisse in Mecklenburg-Vorpommern.

## Partnerverbände
Partnerverbände sind der Landkreistag Mecklenburg-Vorpommern sowie der schwedische „Kommuneförbundet Skåne“.

## Mitgliedschaft in Bundesverbänden
Der StGT MV ist Mitglied im Deutschen Städte- und Gemeindebund sowie im Deutschen Städtetag.